# Segunda Batalha de Bull Run

A Segunda Batalha de Bull Run, ou, como é chamada pelos estados que fizeram parte da Confederação, Batalha do Segundo Manassas, foi um conflito armado durante a Guerra Civil Americana, ocorrido de 28 a 30 de agosto de 1862. Foi o ponto culminante da ofensiva dos Exércitos Confederados comandados pelo General Robert E. Lee, que liderava o Exército da Virgínia do Norte contra o Exército da União comandado pelo Major-General John Pope, chefe do Exército da Virgínia. Foi uma batalha maior do que a Primeira Batalha de Bull Run ou Primeiro Manassas, lutada em 1861.

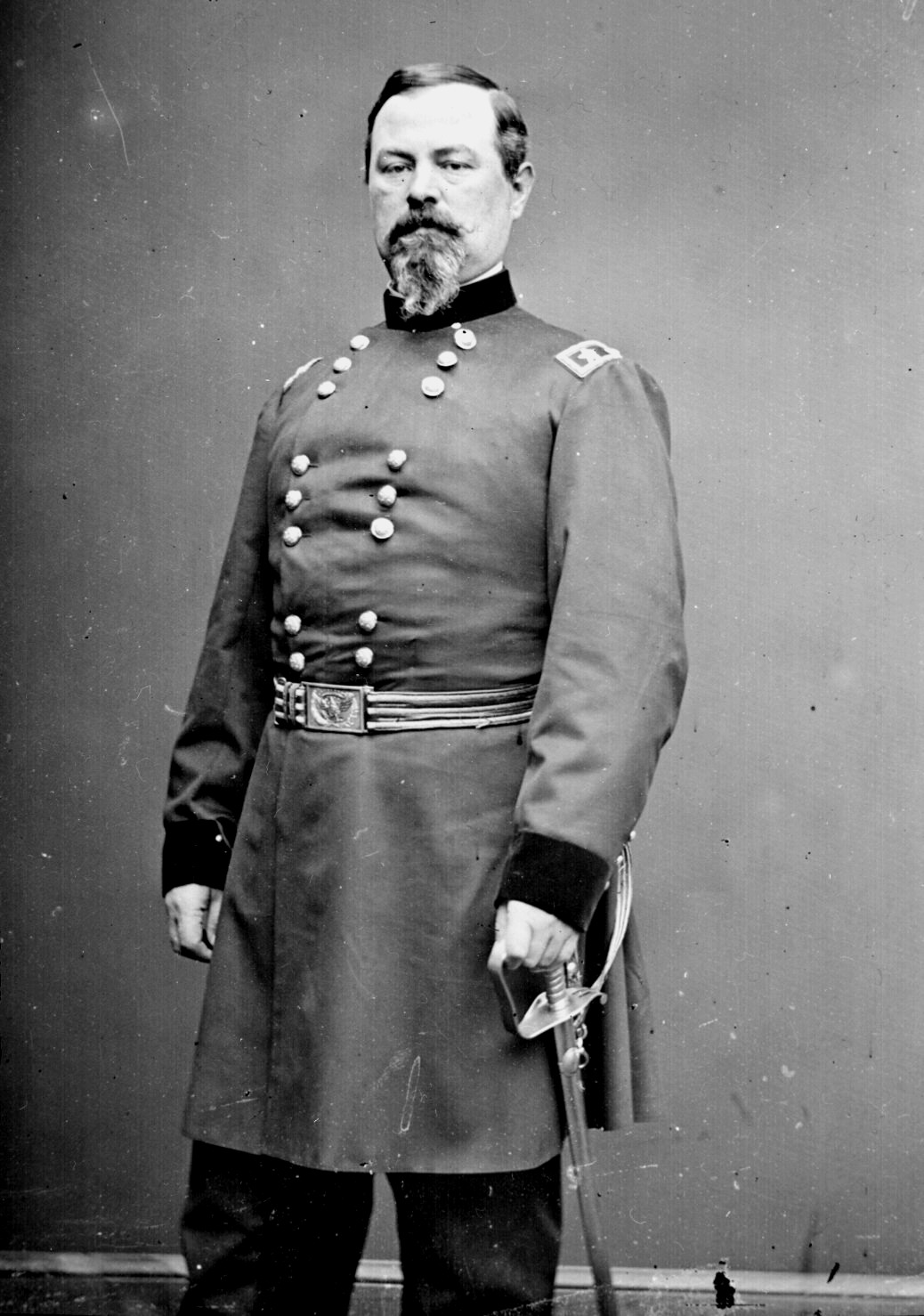
Maj. Gen. Irvin McDowell, juntamente com o Major-General John Pope, foi um dos acusados de culpa pela derrota na batalha.

Empregando uma manobra de flanco, o major-general confederado Thomas J. "Stonewall" Jackson capturou o depósito de suprimentos da União em Manassas, Virginia (Entroncamento ferroviário de Manassas), ameaçando romper as linhas de comunicação de Pope com Washington, D.C.. A cinco milhas a noroeste, Jackson firmou posições defensivas em Stony Ridge. Em 28 de agosto de 1862, ele atacou uma coluna da União a leste de Gainesville, na Fazenda Brawner, o que resultaria num impasse. No mesmo dia, uma parte do exército de Lee comandada pelo major-general James Longstreet quebrou a resistência da União na Batalha de Thoroughfare Gap e se aproximou do novo campo de batalha.
Pope se convenceu de que tinha Jackson numa armadilha e concentrou as forças de seu exército contra ele. Em 29 de agosto, Pope lançou uma série de assaltos contra as posições de Jackson ao longo da ferrovia inacabada. O ataque foi repelido com pesadas baixas de ambos os lados. Ao meio-dia, Longstreet chegou ao campo vindo de Thoroughfare Gap e tomou as posições no flanco direito de Jackson. Em 30 de agosto, Pope renovou seu ataque, aparentemente sem se dar conta de que Longstreet tinha chegado. Quando a pesada artilharia dos Confederados devastou as forças atacantes da União do Major-General Fitz John Porter, as forças de Longstreet com 25 mil homens em cinco divisões começaram o maior ataque simultâneo em massa da guerra. A União deixou o flanco esquerdo destruído e se retirou para o Bull Run. Apenas um efetivo que estava na retaguarda impediu uma repetição do desastre da Primeira Manassas. Pope retirou-se para Centreville, Virginia.

## Circunstâncias e Forças Beligerantes
Após o desempenho pouco satisfatório do Major-General George B. McClellan na Campanha da Península na Batalha dos Sete Dias de junho de 1862, o Presidente Abraham Lincoln indicou John Pope para comandar o novo Exército da Virgínia. Pope tinha conseguido algum sucesso no Teatro Ocidental e Lincoln queria um militar mais agressivo do que McClellan.
O Exército da União da Virgínia foi dividido em três corporativos de 51 mil soldados, comandados pelo Major-General Franz Sigel (Primeiro Corporativo); Major-General Nathaniel P. Banks (Segundo Corporativo) e Major-General Irvin McDowell, que tinha liderado o exército legalista na derrota da Primeira Batalha de Bull Run (Terceiro Corporativo). Partes de vários corporativos de McClellan do Exército de Potomac e o Major-General Ambrose Burnside do Nono Corporativo comandado pelo Major-General Jesse L. Reno, eventualmente se juntariam a Pope para operações de combate, aumentando o efetivo para 77 mil soldados.
Do lado Confederado, o General Robert E. Lee do Exército da Virgínia do Norte tinha organizado dois comandos de 55 mil homens. O primeiro comando (ou "Asa Direita") era do Major-General James Longstreet; o outro ou "Asa Esquerda" era do Major-General Stonewall Jackson. A Cavalaria ficava com o Major-General J.E.B. Stuart que atacava com o comando de Jackson.
A missão de Pope era basicamente alcançar dois objetivos: proteger Washington e o Vale do Shenandoah e atrair as forças Confederadas até que McClellan deixasse a Península da Virgínia e rumasse para Gordonsville. Com base em seu conhecimento de McClellan na luta dos Sete Dias, Robert E. Lee percebeu que ele não era a real ameaça, daí não manteve a totalidade de suas forças para defender Richmond. Lee enviou Jackson para Gordonsville para deter Pope e proteger a Ferrovia Central da Virginia.
Lee tinha grandes planos em mente. Desde que o exército da União fora dividido entre McClellan e Pope, Lee viu a oportunidade de destruir Pope antes de retornar sua atenção para McClellan. Ele ordenou ao Major-General A.P. Hill para que se juntasse a Jackson com 12 mil homens. Em 3 de agosto, o General-em-Chefe Henry W. Halleck ordenou a McClellan para que começasse a sair da Península e retornasse para o Nordeste da Virgínia para apoiar Pope. McClellan protestou e não começou sua marcha até 14 de agosto.
Em 9 de agosto o regimento de Nathaniel Banks atacou Jackson na Batalha de Cedar Mountain, assumindo uma rápida vantagem mas o contra-ataque Confederado liderado por A.P. Hill desviou Banks que teve de atravessar o Riacho Cedar. O avanço de Jackson foi interrompido, contudo, pela divisão da União comandada pelo Brigadeiro-General James B. Ricketts. Agora Jackson aprendera que os regimentos de Pope estavam juntos, impedindo derrotá-los em ações separadas. Ele ficou em sua posição até 12 de agosto, então se retirou para Gordonsville. Em 13 de agosto Lee enviou Longstreet para reforçar Jackson.
De 22 até 25 de agosto, os dois exércitos se confrontaram em várias escaramuças ao longo do Rio Rappahannock. Pesadas chuvas encheram o rio e Lee teria que forçar uma travessia. Ao mesmo tempo, reforços do Exército do Potomac chegaram à Península. O novo plano de Lee em face desse aumento de forças foi o de enviar Jackson e Stuart com metade do exército para flanquearem e cortarem as linhas de comunicação de Pope, a Ferrovia de Orange & Alexandria. Pope seria forçado a recuar e estaria vulnerável enquanto se movia. Jackson partiu em 25 de agosto e chegou em Salem (atual Marshall, Virginia) a noite.
No anoitecer de 26 de agosto, após passar pelo lado direito de Pope via Thoroughfare Gap, o comando de Jackson chegou na Estação de Bristow, Virginia, e antes do amanhecer de 27 de agosto marchou para capturar e destruir um grande depósito de suprimentos da União no Entroncamento de Manassas. Esse movimento surpresa forçou Pope a deixar a posição defensiva em Rappahannock. Durante a noite de 27 para 28 de agosto, Jackson marchou para o campo de batalha da Primeira Manassas, onde tomou posições na ferrovia inacabada, atrás das estruturas de Stony Ridge. As posições defensivas se mostraram eficientes. As pesadas madeiras das árvores do bosque protegiam as tropas Confederadas e possibilitavam bons pontos de observação da avenida principal. Eles estavam próximos das estradas por onde Longstreet poderia se juntar a Jackson, ou para Jackson recuar até as Montanhas de Bull Run se não recebesse o apoio a tempo. Finalmente, o material das obras da ferrovia inacabada poderia servir para recuperar as trincheiras em caso de destruição das defesas.
Na Batalha de Thoroughfare Gap em 28 de agosto, Longstreet quebrou a resistência da União e marchou para se juntar a Jackson. Essa aparentemente ação inconsequente assegurou a derrota de Pope e juntou os dois comandos de Lee no campo de batalha de Manassas.

## Batalha

### 28 de agosto: Fazenda Brawner (Gainesville)

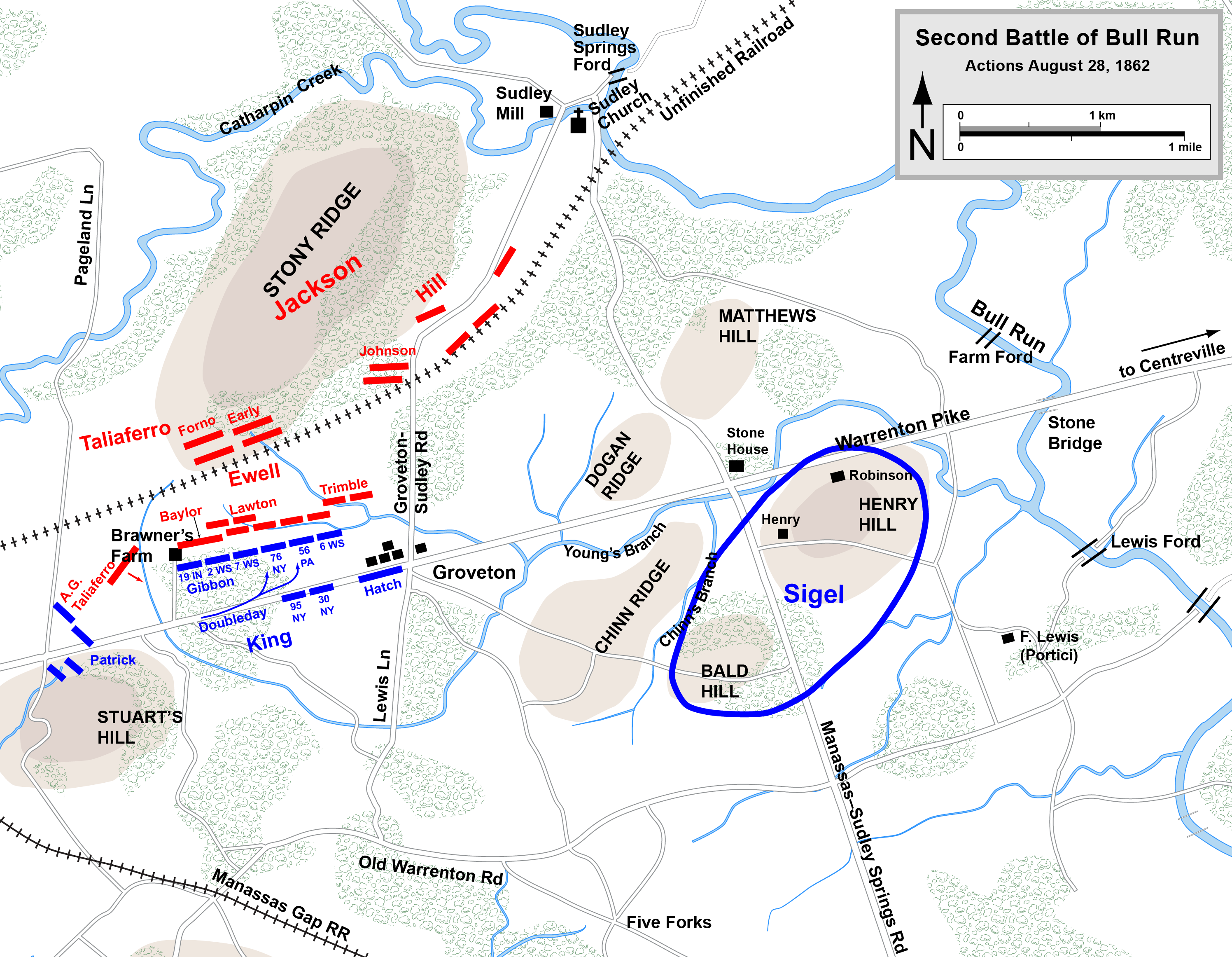
Mapa das tropas em 28 de agosto

A Segunda Batalha de Bull Run começou em 28 de agosto com o avistamento de uma coluna da União feita por Jackson do lado de fora de Gainesville, próximo da fazenda da família de John Brawner, movendo-se ao longo da Estrada Warreton Turpike (atual Rota 29). A coluna era composta das unidades da divisão do Brigadeiro-General Rufus King, comandadas pelos Brigadeiros-Generais John P. Hatch, John Gibbon, Abner Doubleday e Marsena R. Patrick, marchando para Centreville para se reunir ao resto da tropa de Pope. King não estava com sua divisão pois sofrera um sério ataque epilético na manhã daquele dia.
Jackson recebera aliviado a informação de que Longstreet estava a caminho e preocupado que Pope recuasse seu exército atrás do Bull Run para se juntar as forças de McClellan, ordenou o ataque. As 6h30 da tarde, a artilharia Confederada começou a fustigar as colunas frontais, a Brigada dos Chapéus Negros de John Gibbon (mais tarde chamada de Brigada de Ferro). Gibbon, um artilheiro, respondeu com fogo da Bateria B da Quarta Artilharia da União. A artilharia inimiga dispersou a coluna de King. Gibbon e Doubleday se incumbiram de responder ao ataque de Jackson. Gibbons achava que a artilharia era da Cavalaria e não a de Jackson, pois o Pope lhe informara que o inimigo estava em Centreville.
Em socorro as tropas da União, a Segunda Infantaria do Wisconsin, comandada pelo Coronel Edgar O'Connor, avançou acobertada pelas árvores, tentando chegar aos canhões inimigos. 430 soldados saíram da floresta da fazenda e rapidamente avançaram para as colinas. Quando chegaram ao planalto, foram confrontados por 800 homens da Brigada Stonewall, liderados pelo coronel William S. Baylor. A Infantaria não recuou e chegou a 80 metros do objetivo. Ambas as unidades foram reforçadas e a batalha continuou por duas horas. Jackson, dirigindo pessoalmente as ações, enviou ordens ao Major-General Richard S. Ewell para que mandasse três regimentos da Georgia ao Brigadeiro-General Alexander R. Lawton. Ordenou ao Brigadeiro-General Isaac R. Trimble para apoiar Lawton, que encontrou o último dos regimentos de Gibbon, o Sexto de voluntários do Wisconsin.
Após a brigada de Trimble enfrentá-los, Gibbon precisava corrigir uma falha na sua linha entre o Sexto Wisconsin e o resto da Brigada de Ferro. Doubleday enviou o 56ª da Pensilvânia e o 76ª de Nova Iorque, que avançaram pela floresta e acompanharam o avanço Confederado. Os homens chegaram ao campo ao anoitecer e Trimble e Lawton lançaram assaltos desordenados contra eles. A luta acabou as 9 da noite, com um impasse, mas com muitas baixas: 1 150 da União e 1 250 dos Confederados. O Segundo Wisconsin da União perdeu 276 dos 430 soldados. A confederada brigada Stonewall perdeu 340 de 800. Os regimentos da Georgia perderam mais de 70% do efetivo. Ewell foi ferido e teve a perna direita amputada.
Jackson não tinha conseguido uma vitória decisiva apesar das sua superioridade (6 200 homens contra os 2 100 de Gibbon), Mas ele obtivera sucesso na sua estratégia de atrair a atenção de John Pope. Pope avaliou erradamente que a luta na Fazenda Brawner ocorrera durante a retirada de Jackson de Centreville. Pope acreditava que podia capturar Jackson antes que ele fosse reforçado por Longstreet. Gibbon combinou com King, Patrick e Doubleday o próximo movimento, porque McDowell estava "perdido na floresta." .
Pope ordenou a seus subordinados surpreender Jackson e atacar de manhã, mas ele cometeu muitos erros. Ele assumiu que McDowell e Sigel tinham bloqueado as rotas de retirada de Jackson para as Montanhas de Bull Run, mas a maior parte das unidades estava ao sudeste ao longo da estrada de Manassas-Sudley. Pope achou que Jackson estava em retirada, o que era completamente errado; Jackson tinha uma boa posição defensiva e esperava a chegada de Longstreet para começar o ataque.

### 29 de agosto: Jackson e a defesa de Stony Ridge

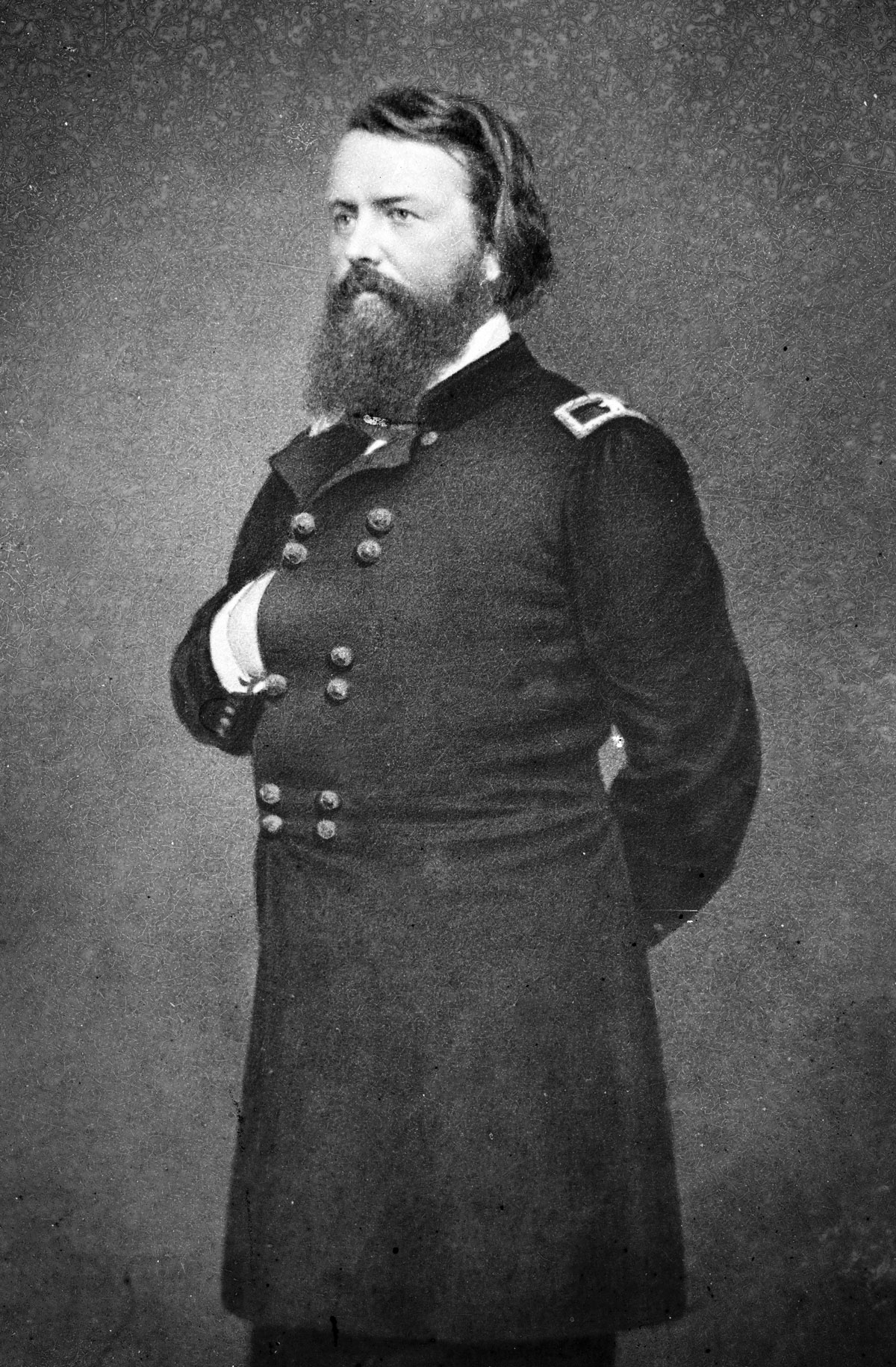
Major-general da União John Pope

Jackson tinha iniciado a batalha na fazenda de Brawner com a intenção de segurar Pope até a chegada de Longstreet com o restante do Exército da Virgínia do Norte. Os primeiros dos 25 mil homens de Longstreet chegaram de Thoroughfare Gap as 6 da manhã de 29 de agosto; Jackson enviou Stuart para guiar as primeiras colunas de Longstreet até as posições que ele havia escolhido. Jackson reorganizou sua defesa enquanto esperava, posicionando 20 mil homens numa linha ao sul de Stony Ridge. Informado da subida do Regimento de Sigel ao longo da estrada de Manassas-Sudley, ele ordenou as brigadas de A.P. Hill para ficarem atrás das cercas da ferrovia, próximas da Igreja Sudley, no seu flanco esquerdo. Alertado da fraqueza de sua posição, Hill colocou a brigada em duas linhas, com o Brigadeiro-General Maxcy Gregg da Carolina do Sul e o Brigadeiro-General Edward L. Thomas da Geórgia na frente. No centro da linha, Jackson colocou duas brigadas da divisão de Ewell (agora comandadas pelo Brigadeiro-General Alexander Lawton) e a direita, as divisões de William B. Taliaferro, que fora ferido e agora eram comandadas pelo Brigadeiro-General William E. Starke.
A intenção de Pope era mover-se contra Jackson em ambos os flancos. Ele ordenou a Fitz John Porter para se mover por Gainesville e atacar o que ele considerava ser o flanco direito dos Confederados. Ele mandou Sigel atacar a esquerda de Jackson. Sigel, inseguro, foi à dianteira para apoiar as divisões do Brigadeiro-General Robert C. Schenck, apoiado pelas divisões do Brigadeiro-General John F. Reynolds na esquerda, a brigada independente do Brigadeiro-General Robert H. Milroy no centro e as divisões do Brigadeiro-General Carl Schurz na direita. As duas brigadas de Schurz moveram-se ao norte da estrada de Manassas-Sudley, onde ocorreu o primeiro contato com as tropas inimigas as 7 da manhã.
As ações de ataque de Sigel contra A.P. Hill foram típicas das realizadas naquele dia em Stony Ridge. Os generais Confederados evitavam uma defesa estática mesmo ajudados pelo local e revidavam com vigorosos contra-ataques. (A mesma tática que Jackson usaria na Batalha de Antietam poucas semanas depois). Milroy ouvira os sons a batalha à sua direita e enviou dois regimentos para ajudar Schurz. Schenck e Reynolds, sujeitos a uma pesada barragem de artilharia, responderam ao fogo mas não conseguiram avançar a infantaria.
Avaliando que as divisões de Kearny do III Regimento estavam posicionados para seu apoio, Schurz ordenou outro assalto contra Hill por volta das dez da manhã. Kearny não se movera, contudo, e o segundo assalto falhou. Historiadores culpam Kearny pela falha, que estaria ressentido com Hill.
A 1h00 da tarde, o setor de Sigel foi reforçado com a divisão do Major-General Joseph Hooker (Terceiro Corporativo) e a brigada do Brigadeiro-General Isaac Stevens (Nono Corporativo). Pope também chegara ao campo de batalha, na expectativa de assistir a sua vitória, tomando o comando de Sigel. Mas, nesse momento, as primeiras unidades de Longstreet já estavam à direita de Jackson. O Brigadeiro-General John Bell Hood perdeu contato com o lado direito de Jackson. A direita de Hood estavam as divisões do Brigadeiro-General James L. Kemper e David R. "Neighbor" Jones. As divisões do Brigadeiro-General Cadmus M. Wilcox chegaram por último e ficaram na retaguarda.
A cavalaria de Stuart encontrou Porter, Hatch e McDowell subindo a estrada de Manassas-Gainesville e as detiveram em um breve tiroteio. Então o correio chegou com uma mensagem para Porter e McDowell, um documento controverso de Pope conhecido como "Despacho Conjunto". A mensagem era contraditória e não deixava claro o que Porter e McDowell deveriam fazer.
Enquanto isso, a cavalaria de Stuart sob o comando do coronel Thomas Rosser decidiu enganar os generais da União simulando grandes quantidades de pó por entre as árvores, que indicariam soldados marchando, o que atrasou o avanço de Porter ainda mais. McDowell então recebeu um informe do comandante da cavalaria, Brigadeiro-General John Buford, que relatou que dezessete regimentos da infantaria, uma bateria e 500 cavaleiros estavam se movendo para Gainesville as 8h15 da manhã. Era a chegada de Longstreet e isto alertou os dois generais da União sobre problemas no fronte. McDowell não informou a Pope até as 7 da noite.
Como os homens de Longstreet estavam em suas posições, o general Lee ordenou a ofensiva contra a esquerda dos legalistas num ataque combinado com Jackson. Longstreet, contudo, viu as divisões de Reynolds e Schenck se espalhando ao sul da Warrenton Turnpike e voltou com metade da sua linha.
Pope, acreditando que o ataque à direita de Jackson a ser realizado por Porter estava em andamento, autorizou quatro ataques separados contra a frente do inimigo, tentando desviar a atenção dos Confederados contra a suposta ação de Porter. As brigadas do Brigadeiro-General Cuvier Grover atacaram as 3h00 da tarde, esperando o apoio da divisão de Kearny. Grover foi afortunado com um ataque que acidentalmente abriu uma brecha entre Thomas e Gregg. Ele conseguiu sucesso temporário com as baionetas, mas Kearny uma vez mais não se moveu como ordenado por Pope e não apoiou o ataque principal.
Reynolds tinha ordens para atacar e encontrar os homens de Longstreet. Pope se enganou e achou que Reynolds estava com o Regimento de Porter, preparando um ataque ao flanco de Jackson. Jesse Reno ordenou as brigadas do Coronel James Nagle que atacassem o centro da linha de Jackson. Nesse momento as brigadas do Brigadeiro-General Isaac R. Trimble sofreram um contra-ataque que restaurou suas linhas e empurraram Nagle de volta para o campo aberto até que a artilharia da União detivesse o avanço.
As 4:30 da tarde, Pope finalmente enviou uma ordem específica para Porter atacar, mas seu ajudante (seu sobrinho) se perdeu no caminho e não entregou a mensagem até as 6:30 da tarde. Porter sabia das forças de Longstreet e de fato não estava em boa posição para atacar. Pope ordenou que Kearny atacasse Jackson pelo flanco esquerdo afastado, tentando pressionar as extremidades da linha. As 5 da tarde, pela primeira vez na batalha, Kearny iniciou a ofensiva com dez regimentos, atacando A.P. Hill. Durante a mais grave luta do dia, contra-ataques das brigadas do Brigadeiro-General Lawrence O'Bryan Branch e Jubal A. Early repeliram o avanço da União.
À direita dos Confederados, Longstreet observou o movimento das forças de McDowell em direção a sua frente; o primeiro regimento estava se movendo para a Colina Henry House para apoiar Reynolds. Essa informação fez com que Lee restaurasse o plano de uma ofensiva naquele setor. Longstreet não queria isso. Ele preferia um reconhecimento das forças do inimigo e atacar pela manhã. Lee concordou. Ao mesmo tempo, Pope, que continuava a achar que os Confederados estavam em retirada, enviou as divisões de John P. Hatch, que acabaram por cruzar com as tropas de Hood quando atravessavam a estrada de Groveton. O tiroteio foi curto mas violento, terminando com a chegada da escuridão.
Quando Pope enfim ouviu sobre o informe de Buford, ele ficou sabendo que Longstreet estava no campo. Pope determinou a Porter que finalmente chegara, que se reunisse ao corpo principal do exército e planejou outra ofensiva para 30 de agosto. O historiador A. Wilson Greene afirma que essa foi a pior decisão de Pope na batalha. O mais prudente seria que a tropa fosse para Bull Run e se unisse ao exército de McClellan, com 25 mil homens.
Uma das controvérsias dos historiadores envolve a cooperação entre George B. McClellan e John Pope. No fim de agosto, dois regimentos do Exército de Potomac (comandados por William B. Franklin e Edwin V. Sumner) tinham chegado a Alexandria, Virginia, mas McClellan não avançou para Manassas pois considerava a artilharia e a cavalaria inadequadas. Ele foi acusado pelos políticos da oposição a deliberadamente enfraquecer a posição de Pope.

### 30 de agosto: Contra-ataque de Longstreet, recuo da União
A divisão do Major-General Richard H. Anderson do exército de Longstreet chegou ao campo às três da manhã de 30 de agosto. Exaustos e sem conhecer a área, eles ficaram ao leste de Groveton. Ao amanhecer, eles estavam numa posição isolada, perto do inimigo e ao perceberem isso, recuaram. Pope acreditou que os Confederados estavam se retraindo e reforçou seu movimento. John F. Reynolds e Fitz John Porter alertaram Pope que os Confederados estavam em forte posição defensiva. Heintzelman e McDowell falharam no reconhecimento da linha de Jackson e com isso Pope resolveu atacar.
Pouco depois do meio-dia, Pope ordenou aos soldados de Porter que apoiassem Hatch e Reynolds, num avanço ao oeste. Ao mesmo tempo, Ricketts, Kearny e Hooker avançaram para o lado direito da União. Esse movimento pretendia deter a suposta retirada dos Confederados. Mas eles, ao contrário do que os legalistas pensavam, esperavam pelo ataque. Lee queria uma oportunidade de contra-atacar com Longstreet. Como não estava certo de que Pope atacaria naquele dia, ele posicionou 18 artilheiros sob o Coronel Stephen D. Lee no alto, ao nordeste da Fazenda Brawner.
Porter levou duas horas para organizar seus 10 mil para o assalto contra Jackson. O líder da divisão de assalto era o comandante Daniel Butterfield, substituindo o Major-General George W. Morell. A brigada do Coronel Henry Weeks ficaria na esquerda e a do coronel Charles W. Roberts no centro. A divisão de Hatch a direita das linhas dos regimentos. Duas brigadas do exército regular sob o comando do Brigadeiro-General George Sykes ficariam de reserva.
Os homens da União teriam uma formidável tarefa. A divisão de Butterfield teria que atravessar 600 metros em campo aberto nas terras da viúva Lucinda Dogan, buscando atacar por trás as posições de defesa dos confederados no final da ferrovia; o caminho de Hatch era mais curto, mas também era dificultado pois ficariam sob o fogo dos Confederados e tiveram que atravessar um incêndio. A linha dos Confederados chegou a ser quebrada pela 48ª Infantaria da Virginia mas a Brigada Stonewall conseguiu restaurá-la, com muitas baixas, inclusive a do comandante, Coronel Baylor. No mais famoso incidente da batalha, os confederados do coronel Bradley T. Johnson e o Coronel Leroy A. Stafford tiveram suas munições acabadas e passaram a jogar grandes pedras nos inimigos, a 24ª de Nova Iorque, causando algum dano. Para apoiar as exaustas defesas de Jackson, a artilharia de Longstreet preparou uma barragem contra as tentativas de reagrupamento das forças da União.
Com grandes baixas, Porter não se juntou as divisões de reserva de Sykes, deixando o assalto sem apoio e recuou. Alguns dos jubilosos Confederados das brigadas de Starke tentaram persegui-los, mas foram repelidos pelos forças de reserva da União posicionadas ao longo da estrada de Groveton-Sudley. Preocupado com a situação de Porter, Irvin McDowell ordenou que as divisões de Reynolds deixassem o Chinn Ridge e o apoiassem. Essa foi a pior manobra tática do dia, deixando 2,2 mil soldados da União contra um número dez vezes maior de Confederados.
Lee e Longstreet concordaram que era a hora da ofensiva com o objetivo de chegar a Colina de Henry House, que tinha sido o terreno-chave na primeira batalha do Bull Run. Não era possível uma ação coordenada e a ofensiva dependeria dos líderes das brigadas. Se a tomassem ,eles dominariam o inimigo e o forçariam a recuar.
Pope e McDowell, percebendo o perigo da situação, ordenaram as tropas que ocupassem a Colina Henry House, mas apenas a brigada de McLean foi obstáculo para a ofensiva dos confederados. Os 1,2 mil  homens de Ohio, ficaram ao oeste de Chinn Ridge, com uma bateria de artilharia no apoio, repeliram dois assaltos, o primeiro de Hood e o outro da brigada de Shanks Evans (Divisão de Kemper). No terceiro assalto, das brigadas do coronel Montgomery D. Corse (também da divisão de Kemper), os Confederados conseguiram ser bem-sucedidos. A brigada de Ohio perdeu 33% da tropa, mas eles deram a Pope 30 minutos para se reforçar.
Durante as primeiras duas horas do assalto decisivo Confederado, Pope tinha quatro brigadas para defender a Colina Henry House Hill: duas da divisão de Reynolds, uma da divisão de Sykes e a brigada independente do Brigadeiro-General Robert H. Milroy. Lee percebeu que precisava de uma força maior para finalizar o assalto. Ele ordenou a divisão de Richard Anderson que viesse, saindo da retaguarda. Enquanto as tropas se moviam, D.R. Jones lançou um ataque na colina com as brigadas de Benning e G.T. Anderson. Com 3 mil homens, este foi o ataque mais concentrado da tarde, mas a pouca coordenação e quatro brigadas da União mantiveram o terreno. A pressão foi ampliada com a chegada de duas brigadas da divisão de Anderson: a dos Brigadeiros-Generais William Mahone e Ambrose R. Wright. Os regulares da divisão de Sykes ganharam a vantagem defensiva natural. Inexplicavelmente, Anderson declinou de explorar essa abertura, talvez por causa da escuridão. A colina permaneceu de posse da União.
Stonewall Jackson lançou um ataque ao norte às 6 da tarde, que coincidiu com a ordem de retirada de Pope das unidades do Norte, para ajudar na defesa da Colina Henry House. As 7 da noite Pope estabilizou uma forte linha defensiva. As 8 da noite, foi dada a ordem para a retirada a Centreville. Não foi uma retirada calamitosa como da Primeira Batalha de Bull Run, com as tropas se retirando caladas e ordeiramente. Os Confederados, com pouca munição, não os perseguiram durante a noite. Lee havia conseguido uma grande vitória mas não conseguiu o seu objetivo que era destruir o exército de Pope.

## Consequências
A União teve 10 mil soldados mortos e feridos de um total de 62 mil combatentes; os Confederados perderam 1,3 mil soldados (mortos) e 7 mil feridos, de um total de 50 mil. Como o exército da União concentrado em Centreville, Lee planejou seu próximo movimento. Ele enviou Jackson tentando se interpor entre Pope e Washington. Pope percebeu o movimento e as duas forças se enfrentaram na Batalha de Chantilly (também conhecida como Ox Hill) em 1 de setembro. Lee imediatamente iniciou sua próxima campanha em 3 de setembro, com a vanguarda do Exército do Nordeste da Virgínia cruzando o Rio Potomac, iniciando a Campanha de Maryland e chegando à Batalha de Antietam.
Pope foi retirado do comando em 12 de setembro de 1862 e seu exército foi incorporado ao do Potomac que marchou dentro de Maryland sob as ordens de McClellan. Ele passou o restante da guerra no Departamento do Noroeste em Minesota, lidando com a Guerra Dakota de 1862. Em 25 de novembro de 1862, Fitz John Porter foi preso e enviado a corte-marcial por seus atos de 29 de agosto. Porter foi considerado culpado em 10 de janeiro de 1863, por desobediência e má-conduta e deu baixa do exército em 21 de janeiro. Ele passou a maior parte de sua vida restante, lutando contra o veredicto. Em 1878, uma comissão especial sobre o General John M. Schofield reformou Porter dizendo que sua relutância em atacar Longstreet provavelmente salvou o Exército de Pope. Oito anos mais tarde, o presidente Chester A. Arthur reverteu a sentença de Porter.
James Longstreet foi criticado por sua atuação durante a batalha e depois da guerra foi acusado de ter sido relutante para atacar, desobedecendo o General Lee em 29 de agosto, situação que se repetiria em 2 de julho de 1863, na Batalha de Gettysburg.

## Leituras
- Beaudot, William J. K., and Herdegen, Lance J., An Irishman in the Iron Brigade, Fordham University Press, 1993, ISBN 978-0-8232-1501-0.